# Goalball ai XVII Giochi paralimpici estivi - Torneo maschile
Il torneo maschile di goalball ai XVI Giochi paralimpici estivi si è svolto presso il Stadio Pierre de Coubertin dal 29 agosto al 5 settembre 2024, a Parigi.

## Risultati

### Fase a gruppi
Tutte le squadre hanno avuto accesso ai quarti di finale del torneo.

#### Gruppo A
| Squadra     | Pt | G | V | N | P | GF | GS | DR |
| ----------- | -- | - | - | - | - | -- | -- | -- |
| Brasile     | 7  | 3 | 2 | 1 | 0 | 28 | 20 | 8  |
| Stati Uniti | 6  | 3 | 2 | 0 | 1 | 27 | 24 | 3  |
| Iran        | 4  | 3 | 1 | 1 | 1 | 26 | 29 | -3 |
| Francia     | 0  | 3 | 0 | 0 | 3 | 17 | 25 | -8 |

| Parigi 29 agosto 2024, ore 17:30 UTC+1 | Brasile                   | 8 – 5 referto | Francia | Stadio Pierre de Coubertin\| Arbitri: \| Azhi Mahmood Mana Obeidat \| |
| Arbitri:                               | Azhi Mahmood Mana Obeidat |               |         |                                                                       |

| Parigi 30 agosto 2024, ore 9:00 UTC+1 | Stati Uniti                       | 8 – 13 referto | Brasile | Stadio Pierre de Coubertin\| Arbitri: \| Kazuto Ono Antonios Christodoulos \| |
| Arbitri:                              | Kazuto Ono Antonios Christodoulos |                |         |                                                                               |

| Parigi 30 agosto 2024, ore 13:15 UTC+1 | Francia                   | 8 – 12 referto | Iran | Stadio Pierre de Coubertin\| Arbitri: \| Juha Vuokila Azhi Mahmood \| |
| Arbitri:                               | Juha Vuokila Azhi Mahmood |                |      |                                                                       |

| Parigi 31 agosto 2024, ore 13:15 UTC+1 | Stati Uniti                | 5 – 4 referto | Francia | Stadio Pierre de Coubertin\| Arbitri: \| Janice Dawson Azhi Mahmood \| |
| Arbitri:                               | Janice Dawson Azhi Mahmood |               |         |                                                                        |

| Parigi 31 agosto 2024, ore 17:30 UTC+1 | Brasile                     | 7 – 7 referto | Iran | Stadio Pierre de Coubertin\| Arbitri: \| Patrik Larsson Juha Vuokila \| |
| Arbitri:                               | Patrik Larsson Juha Vuokila |               |      |                                                                         |

| Parigi 1 settembre 2024, ore 13:15 UTC+1 | Iran                        | 7 – 14 referto | Stati Uniti | Stadio Pierre de Coubertin\| Arbitri: \| Sarah Kuper Claude Dagenais \| |
| Arbitri:                                 | Sarah Kuper Claude Dagenais |                |             |                                                                         |

#### Gruppo B
| Squadra  | Pt | G | V | N | P | PF | PS | DP  |
| -------- | -- | - | - | - | - | -- | -- | --- |
| Cina     | 9  | 3 | 3 | 0 | 0 | 20 | 11 | 9   |
| Giappone | 6  | 3 | 2 | 0 | 1 | 16 | 17 | -1  |
| Ucraina  | 3  | 3 | 1 | 0 | 2 | 25 | 17 | 8   |
| Egitto   | 0  | 3 | 0 | 0 | 3 | 8  | 24 | -16 |

| Parigi 29 agosto 2024, ore 9:00 UTC+1 | Cina                          | 7 – 6 referto | Giappone | Stadio Pierre de Coubertin\| Arbitri: \| Claude Dagenais Raquel Aguado \| |
| Arbitri:                              | Claude Dagenais Raquel Aguado |               |          |                                                                           |

| Parigi 29 agosto 2024, ore 13:15 UTC+1 | Ucraina                | 6 – 3 referto | Egitto | Stadio Pierre de Coubertin\| Arbitri: \| Sarah Kuper Kazuto Ono \| |
| Arbitri:                               | Sarah Kuper Kazuto Ono |               |        |                                                                    |

| Parigi 30 agosto 2024, ore 17:30 UTC+1 | Giappone                         | 8 – 9 referto | Ucraina | Stadio Pierre de Coubertin\| Arbitri: \| Mana Obeidat Romualdas Vaitiekus \| |
| Arbitri:                               | Mana Obeidat Romualdas Vaitiekus |               |         |                                                                              |

| Parigi 31 agosto 2024, ore 9:00 UTC+1 | Egitto                            | 4 – 7 referto | Cina | Stadio Pierre de Coubertin\| Arbitri: \| Linda Welborn Romualdas Vaitiekus \| |
| Arbitri:                              | Linda Welborn Romualdas Vaitiekus |               |      |                                                                               |

| Parigi 1 settembre 2024, ore 9:00 UTC+1 | Egitto                    | 1 – 11 referto | Giappone | Stadio Pierre de Coubertin\| Arbitri: \| Juha Vuokila Mana Obeidat \| |
| Arbitri:                                | Juha Vuokila Mana Obeidat |                |          |                                                                       |

| Parigi 1 settembre 2024, ore 17:30 UTC+1 | Cina                        | 6 – 1 referto | Ucraina | Stadio Pierre de Coubertin\| Arbitri: \| Azhi Mahmood Patrik Larsson \| |
| Arbitri:                                 | Azhi Mahmood Patrik Larsson |               |         |                                                                         |

### Fase a eliminazione diretta
|  | Quarti di finale | Quarti di finale |         |      | Semifinali                | Semifinali                |  |  | Finale medaglia d'oro | Finale medaglia d'oro |
|  |                  |                  |         |      |                           |                           |  |  |                       |                       |
|  |                  |                  |         |      |                           |                           |  |  |                       |                       |
|  |                  |                  |         |      |                           |                           |  |  |                       |                       |
|  | 1A. Brasile      | 10               |         |      |                           |                           |  |  |                       |                       |
|  | 1A. Brasile      | 10               |         |      |                           |                           |  |  |                       |                       |
|  | 4B. Egitto       | 0                |         |      |                           |                           |  |  |                       |                       |
|  | 4B. Egitto       | 0                | Brasile | 4    |                           |                           |  |  |                       |                       |
|  |                  |                  | Brasile | 4    |                           |                           |  |  |                       |                       |
|  |                  | Ucraina          | 6       |      |                           |                           |  |  |                       |                       |
|  | 2B. Ucraina      | Ucraina          | 6       | 6    |                           |                           |  |  |                       |                       |
|  | 2B. Ucraina      |                  |         | 6    |                           |                           |  |  |                       |                       |
|  | 3A. Iran         | 3                |         |      |                           |                           |  |  |                       |                       |
|  | 3A. Iran         | 3                | Ucraina | 3    |                           |                           |  |  |                       |                       |
|  |                  |                  | Ucraina | 3    |                           |                           |  |  |                       |                       |
|  |                  | Giappone         | 4       |      |                           |                           |  |  |                       |                       |
|  | 1B. Cina         | Giappone         | 4       | 12   |                           |                           |  |  |                       |                       |
|  | 1B. Cina         |                  |         | 12   |                           |                           |  |  |                       |                       |
|  | 4A. Francia      | 2                |         |      |                           |                           |  |  |                       |                       |
|  | 4A. Francia      | 2                | Cina    | 5    | Finale medaglia di bronzo | Finale medaglia di bronzo |  |  |                       |                       |
|  |                  |                  | Cina    | 5    | Finale medaglia di bronzo | Finale medaglia di bronzo |  |  |                       |                       |
|  |                  | Giappone         | 13      |      |                           |                           |  |  |                       |                       |
|  | 2A. Stati Uniti  | Giappone         | 13      | 4    | Brasile                   | 5                         |  |  |                       |                       |
|  | 2A. Stati Uniti  |                  |         | 4    | Brasile                   | 5                         |  |  |                       |                       |
|  | 3B. Giappone     | 6                |         | Cina | 3                         |                           |  |  |                       |                       |
|  | 3B. Giappone     | 6                |         |      | 3                         |                           |  |  |                       |                       |
|  |                  |                  |         |      |                           |                           |  |  |                       |                       |
|  |                  |                  |         |      |                           |                           |  |  |                       |                       |

#### Quarti di finale
| Parigi 2 settembre 2024, ore 13:15 UTC+1 | Brasile                            | 10 – 0 referto | Egitto | Stadio Pierre de Coubertin\| Arbitri: \| Antonios Christodoulos Sarah Kuper \| |
| Arbitri:                                 | Antonios Christodoulos Sarah Kuper |                |        |                                                                                |

| Parigi 2 settembre 2024, ore 15:00 UTC+1 | Ucraina                    | 6 – 3 referto | Iran | Stadio Pierre de Coubertin\| Arbitri: \| Azhi Mahmood Raquel Aguado \| |
| Arbitri:                                 | Azhi Mahmood Raquel Aguado |               |      |                                                                        |

| Parigi 2 settembre 2024, ore 17:45 UTC+1 | Cina                           | 12 – 2 referto | Francia | Stadio Pierre de Coubertin\| Arbitri: \| Patrik Larsson Claude Dagenais \| |
| Arbitri:                                 | Patrik Larsson Claude Dagenais |                |         |                                                                            |

| Parigi 2 settembre 2024, ore 19:30 UTC+1 | Stati Uniti                      | 4 – 6 referto | Giappone | Stadio Pierre de Coubertin\| Arbitri: \| Juha Vuokila Romualdas Vaitiekus \| |
| Arbitri:                                 | Juha Vuokila Romualdas Vaitiekus |               |          |                                                                              |

#### Semifinali
| Parigi 4 settembre 2024, ore 13:30 UTC+1 | Brasile                 | 4 – 6 referto | Ucraina | Stadio Pierre de Coubertin\| Arbitri: \| Azhi Mahmood Kazuto Ono \| |
| Arbitri:                                 | Azhi Mahmood Kazuto Ono |               |         |                                                                     |

| Parigi 4 settembre 2024, ore 18:00 UTC+1 | Cina                                 | 5 – 13 referto | Giappone | Stadio Pierre de Coubertin\| Arbitri: \| Antonios Christodoulos Raquel Aguado \| |
| Arbitri:                                 | Antonios Christodoulos Raquel Aguado |                |          |                                                                                  |

#### Finale medaglia di bronzo
| Parigi 5 settembre 2024, ore 13:15 UTC+1 | Brasile                   | 5 – 3 referto | Cina | Stadio Pierre de Coubertin\| Arbitri: \| Mana Obeidat Juha Vuokila \| |
| Arbitri:                                 | Mana Obeidat Juha Vuokila |               |      |                                                                       |

#### Finale medaglia d'oro
| Parigi 5 settembre 2024, ore 19:30 UTC+1 | Ucraina                                    | 3 – 4 (d.t.s.) referto | Giappone | Stadio Pierre de Coubertin\| Arbitri: \| Antonios Christodoulos Romualdas Vaitiekus \| |
| Arbitri:                                 | Antonios Christodoulos Romualdas Vaitiekus |                        |          |                                                                                        |

### Incontri per i piazzamenti finali

#### 7º/8º posto
| Parigi 3 settembre 2024, ore 9:00 UTC+1 | Francia                  | 6 – 4 referto | Egitto | Stadio Pierre de Coubertin\| Arbitri: \| Kazuto Ono Janice Dawson \| |
| Arbitri:                                | Kazuto Ono Janice Dawson |               |        |                                                                      |

#### 5º/6º posto
| Parigi 3 settembre 2024, ore 10:45 UTC+1 | Stati Uniti                  | 3 – 4 referto | Iran | Stadio Pierre de Coubertin\| Arbitri: \| Azhi Mahmood Claude Dagenais \| |
| Arbitri:                                 | Azhi Mahmood Claude Dagenais |               |      |                                                                          |

## Classifica
| Posizione | Squadra     |
| --------- | ----------- |
| 1         | Giappone    |
| 2         | Ucraina     |
| 3         | Brasile     |
| 4         | Cina        |
| 5         | Iran        |
| 6         | Stati Uniti |
| 7         | Francia     |
| 8         | Egitto      |